# Castillo de Winendaele

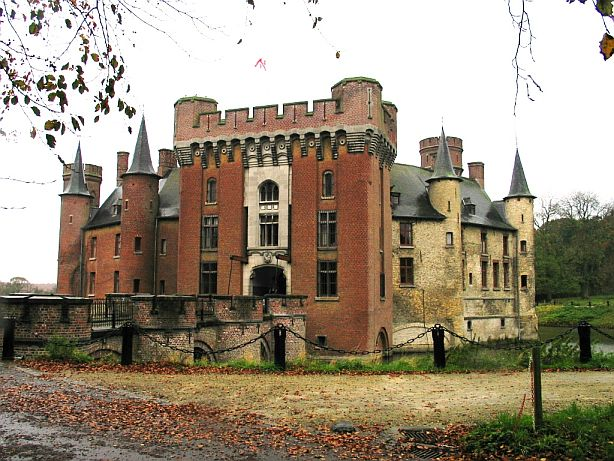
Castillo Wynendaele

El castillo de Wynendaele (château de Wynendaele o Kasteel van Wijnendale) es un castillo de la provincia de provincia de Flandes Occidental, Bélgica, situada en Wijnendale, en el municipio de Torhout.

## Condes de Flandes y Namur, siglosXIalXIV
El primer castillo fue construido por Roberto I (c.1029-1093), conde de Flandes, a finales del siglo XI, se utiliza como base de sus campañas militares. En los siglos XII y XIII, Wijnendale es la residencia habitual de los Condes de Flandes, entre ellos Felipe I (1143-1191). En 1297, Guido de Dampierre (h. 1226-1305) firmó aquí un tratado con el rey Eduardo I de Inglaterra (1239-1307).
En 1298 el castillo fue heredado por los Condes de Namur. Sufrió sitio y desperfectos en 1302 y 1325. Blanca de Namur (h. 1316-1363), pasó su infancia en el castillo. En él conoció al que fuera su esposo, Magnus II Eriksson (1316-1377) de Suecia.

## Duques de Borgoña, Cléveris y Ravenstein, siglosXVyXVI
Después de un período de abandono, el conde Juan III de Namur vendió el feudo y el castillo en 1407 a Juan sin miedo (1371-1419), duque de Borgoña, quien le dio 3 años más tarde a su yerno Adolfo duque de Cleves, como parte de La dote de su matrimonio con la hija de Juan, María de Borgoña (1393-1466).
En 1463 el castillo pasó a los señores de Ravenstein, una rama menor de la casa de Cléveris. Adolfo de Cléveris, Señor de Ravenstein (1425-1492), y su hijo Felipe de Cleves-Ravenstein transformaron el castillo en una hermosa mansión.
Adolfo casó por segunda vez con Ana, una tía ilegítima e institutriz de María de duquesa de Borgoña (1457-1482), que residía de vez en cuando en Wijnendale, al igual que su hijo Felipe el hermoso (1478-1506). En 1482 María murió aquí, de una caída de su caballo, accidente que cambió la historia de los Países Bajos: bajo su autoritario marido, el emperador Maximiliano I del Sacro Imperio Romano, comenzó un período de más de 300 años de gobierno Habsburgo.

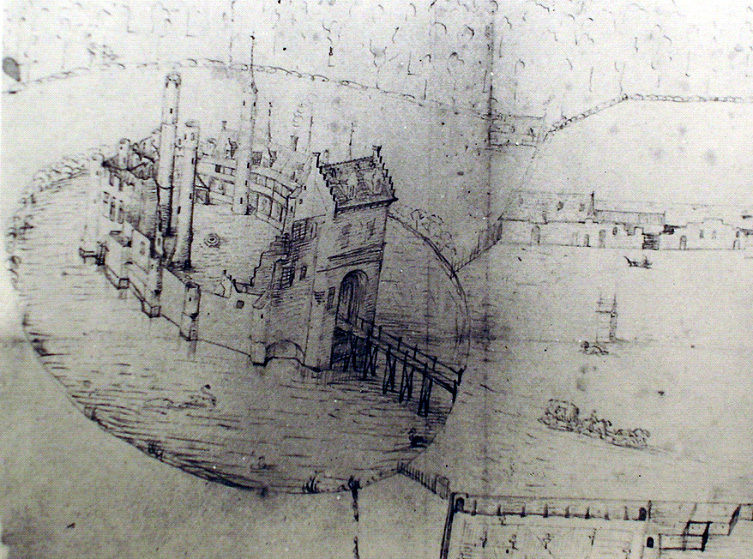
Dibujo del castillo medio destruido (1612)

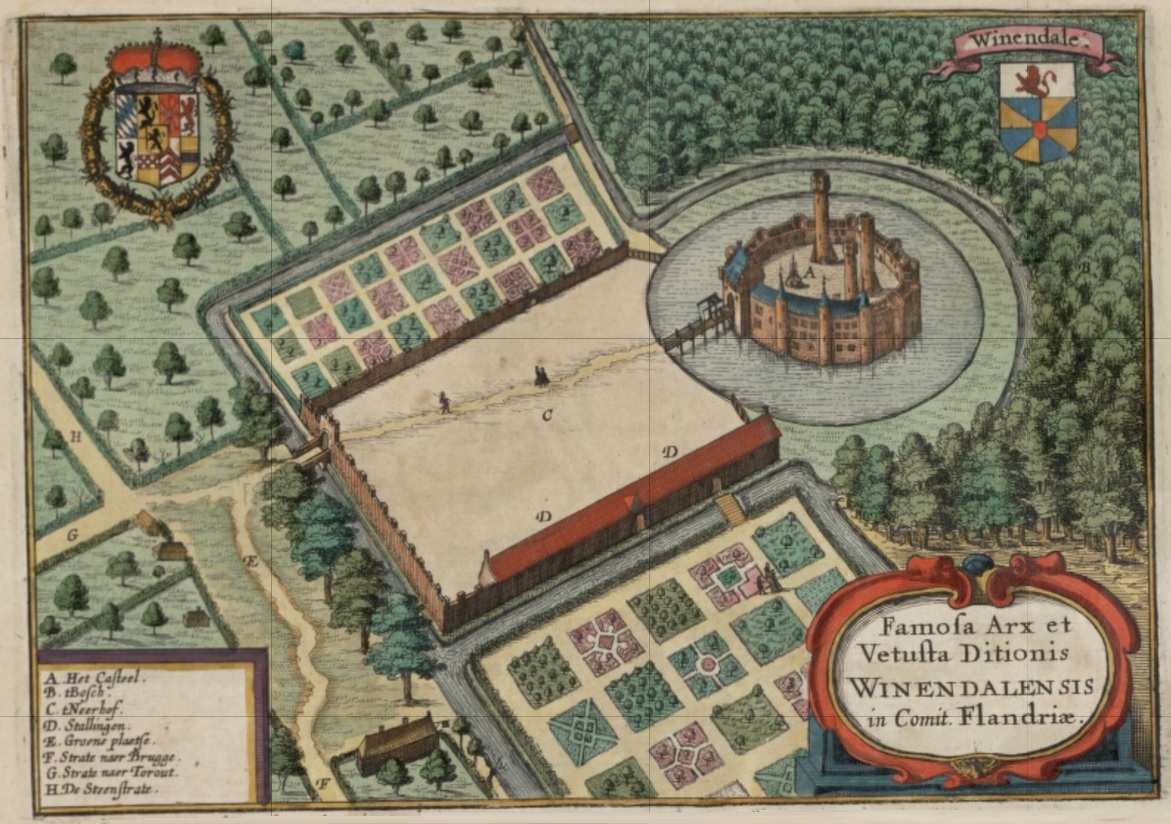
Castillo de Winendaele en 1641

En 1528, muerto Felipe de Cléveris (1459-1528), señor de Ravenstein, Wijnendale volvió a la rama principal de los duques de Cleves. Sus parientes Carlos V (1500-1558) y María de Habsburgo (1505-1558) residieron ocasionalmente el castillo.
En la segunda mitad del siglo XVI, los duques perdieron interés en sus posesiones flamencas y en 1578 parte del castillo fue quemada por los protestantes.

## Periodos francés y holandés
En 1792 los ejércitos revolucionarios franceses invadieron los Países Bajos Austríacos y pusieron fin al sistema feudal. Charles Theodore trasladó los bienes del castillo a sus residencias de Düsseldorf, Mannheim y Munich. El castillo se convirtió en propiedad del estado francés. En 1811 las tropas francesas lo dañaron tanto que sólo quedaron las ruinas.
En 1825, durante el período holandés la finca fue vendida a un grupo industrial valón, que tenía todos los árboles cortados, antes de quebrar.

## Familia Matthieu (de Wynendaele), siglosXIX-XXI
En 1833 el dominio fue comprado por un banquero de Bruselas, Josse-Pierre Matthieu (1784-1863), que reconstruyó el castillo entre 1837 y 1852. Su hijo Joseph Louis Matthieu (1822-1894) lo transformó en 1877 y le dio esa toque medieval, de gusto romántico.
En este castillo, 25 de mayo de 1940, tuvo lugar la ruptura de las conversaciones entre el rey Leopoldo III de Bélgica y los ministros Pierlot y Spaak. Fracasada la ofensiva militar aliada contra los alemanes, que llevó a la derrota del ejército belga, los ministros trataron en vano de persuadir al rey para que buscase con ellos refugio en Francia, desde donde continuarían la lucha los remanentes de las fuerzas belgas. Leopoldo III permaneció en el país con la esperanza de que, por su prestigio, pudiera influir en el enemigo con el fin de defender a Bélgica de cualquier intento de división orquestada por los nazis, como trataron de hacer los prusianos ya durante la Primera Guerra Mundial (1914-1918).
El sitio está protegido como monumento nacional desde el 22 de septiembre de 1982.